# IrfanView
IrfanView是Microsoft Windows系統下的一款图像浏览器，基本功能包括圖像瀏覽、圖片的簡單編輯、圖片的格式轉換等。非商業使用是免費的，而商業使用則需要進行付費註冊。
该软件的作者是毕业于奥地利维也纳科技大学的Irfan Skiljan。

## 特點
- 支持150餘種文件的打開（其中一部分安裝插件），可作為多媒體播放器使用
- 多語言支持
- 支持Unicode編碼
- 支持深色模式
- 支持從EXE\DLL\ICL文件之中提取ICO文件
- 編輯IPTC信息
- 对所有文件进行高级图像处理（批處理）
- 快速目录视图
- 幻灯片放映（可将幻灯片另存为MP4视频，或以EXE/SCR或刻录到CD/DVD等載體中）

## 外部連結
- 官网首頁 （页面存档备份，存于）